# (9203) Myrtus
(9203) Myrtus (1993 TM16) – planetoida z pasa głównego asteroid okrążająca Słońce w ciągu 5,66 lat w średniej odległości 3,17 j.a. Odkryta 9 października 1993 roku.